# Max Beckmann
Max Beckmann (Leipzig, 12 de febrero de 1884 - Nueva York, 27 de diciembre de 1950) fue un pintor alemán.
Beckmann nació en Leipzig en el seno de una familia de granjeros, que abandonaron la granja para establecerse en Leipzig después de su nacimiento. Comenzó a dibujar a una edad temprana y en 1900 ingresó en la Academia de Artes de Weimar.
Beckmann conoció en 1903 a la pintora Minna Tube (1881-1964) y se casaron en 1906, su único hijo Peter nació en 1908. Como becario viajaron a París y Florencia. Él ya había visitado Florencia y Génova antes de establecerse en Berlín, en 1904. Su primera exposición fue en 1912, y sus primeros cuadros muestran la influencia de los impresionistas. Su obra tuvo éxito y Beckmann pudo dedicarse por entero al arte. En 1925 se casaría con su segunda esposa, Mathilde Kaulbach, cantante hija del pintor Friedrich August von Kaulbach, aunque después del divorcio Beckman y Tube continuaron en contacto por carta el resto de su vida.
Sirvió como enfermero durante la Primera Guerra Mundial, pero fue dado de baja tras sufrir una crisis nerviosa. Se considera que sus experiencias en la guerra tuvieron un enorme efecto en su obra posterior y sus cuadros comenzaron a adoptar un estilo inquieto y expresionista.
Beckmann dio clases en Fráncfort del Meno desde 1915, pero fue despedido de su puesto por el partido nazi en 1933. A principios de los años 1930, visitó París con frecuencia para pintar y fue durante esta época cuando empezó a usar trípticos, influido en parte por El Bosco.
Su pintura fue clasificada como degenerada (véase Arte degenerado) por los nazis en 1937 y Beckmann se estableció en Ámsterdam. 
En 1947, abandonó Ámsterdam para establecerse esta vez en los Estados Unidos. Primero, Misuri y, más tarde, Nueva York. Murió en 1950 por un ataque al corazón mientras se dirigía al Museo Metropolitano para asistir a una exposición de su obra. Aunque menos conocido internacionalmente que otros pintores alemanes contemporáneos como Otto Dix, George Grosz o Ludwig Kirchner, influyó en el expresionismo figurativo estadounidense.
Beckmann pintó numerosos autorretratos, incluyendo Autorretrato con esmoquin (1927), que es considerado un clásico. Muchas otras de sus obras representan escenas de la vida cotidiana. A menudo muestran grotescos cuerpos mutilados y se consideran una crítica al gobierno alemán de los años 1920 y 1930, además de una alusión a sus experiencias durante la Primera Guerra Mundial.
A lo largo de su vida Max Beckman sólo realizó ocho esculturas en bronce. Reproducen figuras humanas en movimiento, como bailarines haciendo el spagat o el pino puente. Estas piezas tan especiales fueron expuestas en el Instituto Städel en Fráncfort del Meno.

## Exposiciones
- Beckmann. Figuras del exilio. Museo Thyssen (Madrid), Del 25 de octubre de 2018 al 27 de enero de 2019.[2][3]

## Publicaciones y bibliografía
- von Erffa, Hans Martin: Göpel, Barbara und Erhard (1976). Max Beckmann: Katalog der Gemälde. (2 vls) Berna.
- Hofmaier, James (1990). Max Beckmann: Catalogue raisonné of his Prints. Berna.
- von Wiese, Stephan (1978). Max Beckmann: Das zeichnerische Werk 1903–1925. Düsseldorf.
- Belting, Hans (1989). Max Beckmann: Tradition as a Problem of Modern Art. New York.
- Lackner, Stephan (1969). Max Beckmann: Memoirs of a Friendship. Coral Gables.
- Lackner, Stephan (1977). Max Beckmann. New York.
- Michalski, Sergiusz (1994). New Objectivity. Cologne: Benedikt Taschen. ISBN 3-8228-9650-0
- Rainbird, Sean, ed. (2003). Max Beckmann. New York: Museum of Modern Art. ISBN 0-87070-241-6
- Schulz-Hoffmann, Carla; Weiss, Judith C. (1984). Max Beckmann: Retrospective. Munich: Prestel. ISBN 0-393-01937-3
- Selz, Peter (1964). Max Beckmann. New York.
- Stephan Reimertz: Max Beckmann: Biographie. Luchterhand, München 2003.
- Hans Kaiser: Max Beckmann. Berlin 1913
- Stephan Kaiser: Max Beckmann. Stuttgart 1962.
- Friedhelm W. Fischer: Der Maler Max Beckmann. Köln 1972.
- Peter Beckmann: Max Beckmann – Leben und Werk. Stuttgart Zürich 1982.
- Stephan Lackner: Max Beckmann. München 1983.
- Reinhard Spieler: Max Beckmann 1884–1950 – Der Weg zum Mythos. Köln 1994.
- Uwe M. Schneede: Max Beckmann. Der Maler seiner Zeit. München 2009
- Erhard Göpel: Max Beckmann – Der Zeichner. München 1954.
- Hildegard Zenser: Max Beckmann – Selbstbildnisse. München 1984.
- F. Erpel: Max Beckmann – Leben und Werk. Die Selbstbildnisse. München 1985.
- Michael Viktor Schwarz: Philippe Soupault über Max Beckmann. Beckmann und der Surrealismus. Freiburg i. Br. 1996, ISBN 3-7930-9126-0
- Stephan Reimertz: Eine Liebe im Porträt: Minna Tube, Künstlerin im Schatten von Max Beckmann. Reinbek 2002.
- Christiane Zeiller: Max Beckmann – Die frühen Jahre, 1899–1907. Dissertation, VDG, Weimar 2003, ISBN 3-89739-359-X
- Jörg Schneider: Religion in der Krise. Die bildenden Künstler Ludwig Meidner, Max Beckmann und Otto Dix meistern ihre Erfahrung des Ersten Weltkrieges. Gütersloh 2006, ISBN 978-3-579-03495-9
- Max Beckmann. Traum des Lebens. Hrsg. Zentrum Paul Klee, Hatje Cantz Verlag, Ostfildern 2006, ISBN 978-3-7757-1694-9
- Max Beckmann. Exil in Amsterdam. Hrsg. Pinakothek der Moderne, Hatje Cantz, Ostfildern 2007, ISBN 978-3-7757-1837-0